# Bravos de Margarita
Uniformes

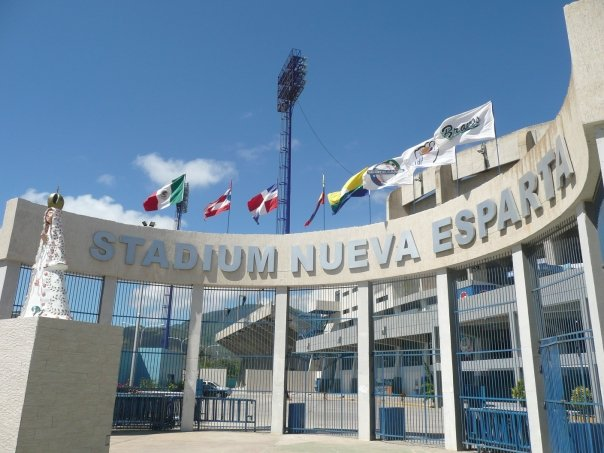
Estadio Nueva Esparta

Les Bravos de Margarita sont un club vénézuélien de baseball de la Ligue vénézuélienne de baseball professionnel. Basés à Porlamar (Nueva Esparta) sur l'île Margarita, les Bravos de Margarita disputent leurs matchs à domicile à l'Estadio Nueva Esparta, enceinte de 16 100 places inaugurée en décembre 1956 et rénovée en 1976, 2007 et 2010.

## Histoire
Le club est créé en 2007 en s'appuyant sur le Pastora de los Llanos (1991-2007) basé à Araure, sur le continent. Le nom de Bravos est donné au club le 12 juillet 2007 à la suite d'un vote des fans. 12 121 voix se portent sur Bravos. Les principaux noms écartés sont Espartanos (9 720), Caciques (8 933), Pescadores (1 914), Delfines (1 533), Guaiqueríes (415).
Les Bravos se qualifient pour la poule demi-finale en 2007-2008, 2009-2010 et 2010-2011. Luis Dorante est le manager depuis 2009.

## Saison par saison
| Saison    | Saison régulière | Saison régulière | Saison régulière | Saison régulière | Séries éliminatoires     |
| Saison    | Class.           | Vic.             | Déf.             | %Vic.            | Séries éliminatoires     |
| 2007-2008 | 4e               | 31               | 32               | 0,492            | 5e poule 1/2 fin. (4-12) |
| 2008-2009 | 8e               | 23               | 40               | 0,365            | pas qualifié             |
| 2009-2010 | 4e               | 30               | 33               | 0,475            | 5e poule 1/2 fin. (5-11) |
| 2010-2011 | 5e               | 31               | 30               | 0,508            | 5e poule 1/2 fin. (5-11) |

## Managers
- Phil Regan (2007-2008 / 2008-2009)
- Gregorio Machado (2008-2009)
- Luis Dorante (2009-2010 / 2010-2011)